# Alexandre Juliard
Alexandre Théodore Laurent Juliard né le 3 mars 1817 à Orléans et mort le 5 décembre 1886 à Paris est un peintre français.

## Biographie
Originaire d'Orléans, Alexandre Juliard est élève de Michel Martin Drolling et de François Édouard Picot aux Beaux-Arts de Paris. Peintre de genre et portraitiste, il participe aux Salons de Paris de 1844 à 1874 et obtient une médaille de troisième classe en 1846. Issu d'une famille de militaires, Juliard réalise de nombreux portraits d'officiers mais également de notables de sa région natale.

## Collections publiques

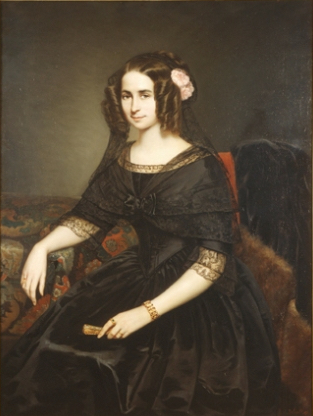
Portrait de Jane Dobrée, Nantes, musée Dobrée.

- Nantes, musée départemental Thomas-Dobrée : Portrait de Jane Dobrée, huile sur toile, 30 × 98 cm, Inv. 896.1.3831[3].
- Rennes, musée des Beaux-Arts : Portrait du colonel Rapatel, 1864, huile sur toile, 130 × 96,5 cm. Inv. INV 886.110.1[4].
- Saint-Denis, mairie : La Marseillaise, 1880, huile sur toile, 73 × 95 cm, dépôt du Centre national des arts plastiques depuis 1880, inv. : FNAC 93.
- Saint-Germain-Lembron, mairie : Le Serment du Jeu de Paume, 1879, huile sur toile, dépôt du Centre national des arts plastiques depuis 1879, Inv. FNAC 70.
- Tours, musée des Beaux-Arts : Portrait de Mme de Maison, 1853, huile sur bois, 45,8 × 37,8 cm. Inv. 1972-12-24[5].
- Troyes, mairie : L'Empereur Napoléon III, 1861, huile sur toile, dépôt du Centre national des arts plastiques depuis 1861, inv. FNAC FH 861-107.